# Juliusz Frist
Juliusz Frist (ur. 3 grudnia 1887 w Krakowie, zm. 22 kwietnia 1942 pod Orelcem) – doktor praw, przedsiębiorca, ofiara Holokaustu.

## Życiorys

### Rodzina i wykształcenie
Juliusz Frist urodził się 3 grudnia 1887 w Krakowie w rodzinie żydowskiej, od lat zamieszkującej w tym mieście. Był synem Henryka Frista (założyciel Salonu Malarzy Polskich przy ulicy Floriańskiej 37 w Krakowie) i Gitli (wzgl. Gusty, córki antykwariusza Jakuba Mendla Himmelblaua). Miał braci.
Ukończył gimnazjum oraz studia na Wydziale Prawa Uniwersytetu Jagiellońskiego. Uzyskał stopień doktora praw. Podjął pracę w zawodzie prawniczym w Bozen na obszarze ówczesnych Austro-Węgier.
Związał się z Dorotą Bannet . Miał córki Karolinę i Zofię.

### Okres międzywojenny

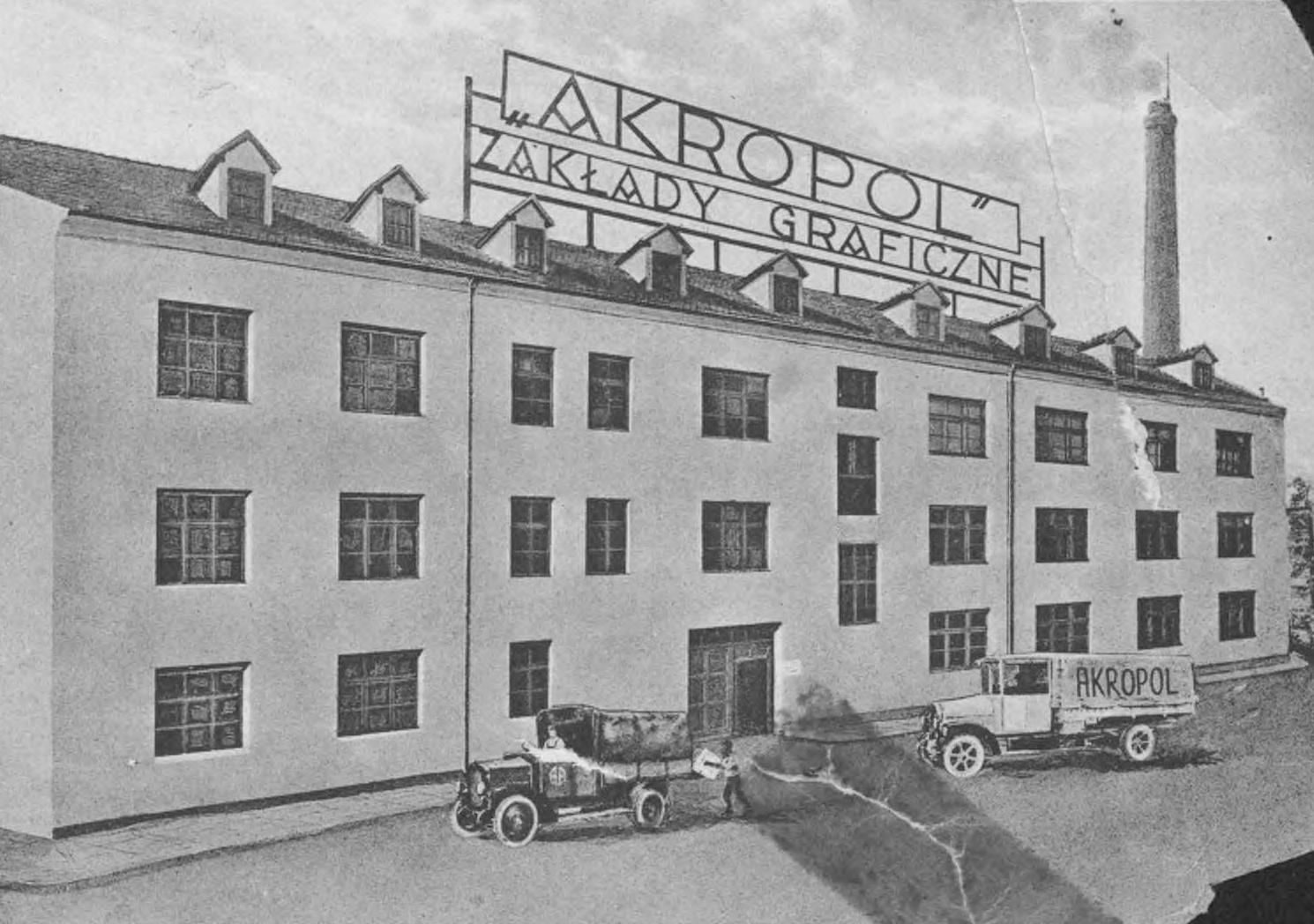
Zakłady Graficzne „Akropol” (przed 1934)

W II Rzeczypospolitej zdecydował się skupić na rozwoju przedsiębiorstwa pozostawionego przez ojca. Prowadził przedsiębiorstwo Zakłady Graficzne „Akropol”, utrzymujące odziedziczony po ojcu Salon Malarzy Polskich.

### II wojna światowa
Po wybuchu II wojny światowej we wrześniu 1939 wyjechał wraz z żoną Dorotą i córką Karoliną pociągiem na wschód do Lwowa, gdzie czekała na nich córka Zofia. Ta podjął pracę w sklepie fotograficznym. Po ataku Niemiec na ZSRR z 22 czerwca 1941 i wkroczeniu Niemców dnie mógł już pracować. Pod koniec 1941 postanowił opuścić miasto i z bliskimi przedostał się do wsi Orelec. Tam mieszkał do 1942, gdy wraz z żoną i córką Zofią zostali zamordowani przez Niemców w egzekucji.

### Upamiętnienie
Katedra Farmakologii i Toksykologii Wydziału Medycznego na Uniwersytecie w Toronto przyznaje Nagrodę Pamięci Juliusza, Doroty i Zofii Fristów w Neuropsychofarmakologii (dla młodych naukowców w tej dziedzinie) oraz Doroczną Nagrodę Pamięci Fristów-Jusów w Neuropsychofarmakologii (dla absolwentów).
W 2018 w Krakowie ukazała się publikacja pt. Salon malarzy polskich Henryka Frista (1885–1939), przedstawiająca dorobek wydawniczy rodzinnego przedsiębiorstwa Fristów (autorzy książki: Aleksander B. Skotnicki i Marek Sosenko).